# Robe noire (film)
Pour les articles homonymes, voir Robe noire.
Pour plus de détails, voir Fiche technique et Distribution.
Robe noire est un film historique australo-canadien réalisé par Bruce Beresford, sorti en 1991.
Le film, entièrement tourné dans la province de Québec, a remporté le Prix Génie du meilleur film en 1991. Le rôle principal, inspiré d’un épisode de la vie de Pierre Chaumonot (le père Laforgue du film), est interprété par Lothaire Bluteau.

## Synopsis
Vers 1634, installés dans une mission qui deviendra la ville de Québec, des Jésuites tentent, sans beaucoup de succès, de convertir les Algonquins au christianisme. Le gouverneur Samuel de Champlain envoie un jeune prêtre, le père Laforgue, qui sait parler en langues amérindiennes, pour établir des contacts avec les Hurons dans un lointain village. Laforgue est accompagné de guides algonquins, qui le surnomment très vite "robe noire" puisqu'il porte en permanence sa soutane de prêtre. Le groupe est également accompagné d’un aide laïc, Daniel. La relation amoureuse entre celui-ci et une jeune Amérindienne du groupe met Laforgue mal à l’aise.
Le groupe rencontre des Montagnais, qui voient des Français pour la première fois. Leur chaman, jaloux de l’influence qu’exerce le prêtre sur les Algonquins, persuade les Amérindiens d'abandonner les Français. Daniel, épris d'Annuka, la suit avec les Algonquins. 
Lorsqu'un Montagnais tente de tuer Daniel, Chomina, le guide algonquin, regrette d’avoir déserté le parti des Français. Avec les autres Algonquins et Daniel, il rejoint Laforgue. Peu après, ils sont attaqués par un groupe d’Iroquois. La femme de Chomina est tuée, et tous sont emmenés dans un village iroquois, où ils sont battus et torturés. 
Annuka les aide à s'échapper en séduisant un garde, mais Chomina est incapable de se déplacer. Ils sont contraints de l'abandonner à une mort certaine dans le froid et la neige. Laforgue propose sans succès à Chomina de recevoir le baptême avant de mourir. 
Lorsque Laforgue arrive finalement au village huron, il découvre que tous les Français sauf un sont morts, sans doute tués par les Hurons, parce que les Français sont accusés d’être responsables d’une épidémie de variole. Le seul survivant raconte à Laforgue que les Hurons eux-mêmes meurent par centaines. Le Père Laforgue, qui a déjà une grande expérience du monde amérindien, les confronte en leur offrant le salut par le baptême. 
Quand le chef huron demande à Laforgue s'il les aime, celui-ci revoit les visages de tous les Amérindiens qu'il a rencontrés au cours de son long voyage.Laforgue répondant  « Oui », le chef lui demande alors de les baptiser. Les Hurons acceptent le christianisme. Quinze ans plus tard, les Hurons sont massacrés par les Iroquois, et la mission jésuite est détruite.

## Fiche technique
- Titre français : Robe noire
- Titre original : Black Robe
- Réalisation : Bruce Beresford
- Scénario : Brian Moore, d'après son roman Black Robe
- Musique : Georges Delerue
- Costumes : Renée April
- Image : Peter James
- Montage : Tim Wellburn
- Production : Robert Lantos, Sue Milliken, Stéphane Reichel
- Production Manager : Susan Murdoch, Yanis Combe-Ferrier
- Pays de production :  Australie,  Canada
- Langues : anglais, latin, cri, mohawk, algonquin
- Durée : 101 minutes
- Dates de sortie : 
  - États-Unis : 4 octobre 1991
  - Australie : 27 février 1992

## Distribution
- Lothaire Bluteau : le Père Laforgue
- Aden Young : Daniel
- Sandrine Holt : Annuka
- August Schellenberg : Chomina
- Tantoo Cardinal : L'épouse de Chomina
- Billy Two Rivers : Ougebmat
- Jean Brousseau : Champlain
- Lawrence Bayne : Neehatin
- Harrison Liu : Awondoie
- Wesley Cote : Oujita

## Autour du film
Première co-production entre le Canada et l'Australie, le film adapte un roman de Brian Moore paru en 1985 et qui avait connu un grand succès.  C'est Moore lui-même qui adapte son livre pour le grand écran.  
Robe noire s'inscrit dans une vague de films traitant des relations entre blancs et autochtones, au même titre que  Mission de Roland Joffe et Danse avec les loups de Kevin Costner.  Il s'inscrit aussi dans la continuité de l'oeuvre de Beresford.  Ainsi, un de ses films précédents, Aux frontières de la ville, tourné en Australie, décrivait le quotidien d'une famille aborigène dans un contexte contemporain. 
Le tournage de Robe Noire a essentiellement lieu au Saguenay et s'échelonne sur plusieurs mois, le film étant tourné dans l'ordre chronologique des séquences.  
Le film ouvre le Festival de Toronto en septembre 1991.  La critique est largement favorable.  « Originalité, talent, profondeur, grandeur et beauté: le film de l'Australien Bruce Beresford possède toutes ces qualités » déclare Luc Perreault du journal montréalais La Presse.  Pour Brian D. Johnson, du magazine torontois Maclean's, « Robe Noire constitue un spectacle d'une beauté envoutante ».  
Robe noire domine la course aux Prix Génie du cinéma canadien en étant retenu dans 10 catégories.  Le film reçoit six trophées, dont celui du meilleur film et du meilleur réalisateur.  Il est également en nomination pour 10 AACTA (prix du cinéma australien) mais n'en reçoit qu'un seul, celui de la meilleure direction photo. 

## Distinctions
Récompenses
- Le film reçoit le Prix Génie du meilleur film canadien en 1991.